# Império colonial francês
O império colonial francês constituiu as colônias ultramarinas, protetorados e territórios mandatários que ficaram sob domínio da França a partir do século XVI. Geralmente se faz uma distinção entre o "primeiro império colonial", que existiu até 1814, época em que a maior parte foi perdida, e o "segundo império colonial", que começou com a conquista de Argel em 1830. O segundo império colonial chegou ao fim após a perda em guerras posteriores da Indochina (1954) e da Argélia (1962) e descolonizações relativamente pacíficas em outros lugares após 1960.
Competindo com a Espanha, Portugal, as Províncias Holandesas Unidas e depois Inglaterra, a França começou a estabelecer colônias na América do Norte, no Caribe e na Índia no século XVII. Uma série de guerras com a Grã-Bretanha e outras potências resultou na perda de quase todas as conquistas francesas em 1814. A França reconstruiu um novo império principalmente depois de 1850, concentrando-se principalmente na África, assim como na Indochina e no Pacífico Sul. Os republicanos, a princípio hostis ao império, só se tornaram apoiadores quando a Alemanha começou a construir seu próprio império colonial. À medida que se desenvolvia, o novo império assumiu papéis de comércio com a França, especialmente suprindo matérias-primas e comprando itens manufaturados, além de emprestar prestígio à pátria e espalhar a civilização e a língua francesas, além da religião católica. Também forneceu mão de obra nas Guerras Mundiais.
Um dos principais objetivos era a "missão civilizatória", a missão de disseminar a cultura, a língua e a religião francesas, e isto se mostrou bem-sucedido. Em 1884, o principal defensor do colonialismo, Jules Ferry, declarou: "As raças superiores têm o direito sobre as raças inferiores e têm o dever de civilizar as raças inferiores. "Os direitos de cidadania plena - assimilação - eram oferecidos, embora na realidade "a assimilação estivesse sempre retrocedendo e as populações coloniais fossem tratadas como subordinados, não cidadãos". A França enviou um pequeno número de colonos ao seu império, contrariamente à Grã-Bretanha e anteriormente à Espanha e Portugal, com a única notável exceção da Argélia, onde os colonos franceses sempre permaneceram como uma pequena minoria. Sobre a condição dos nativos na colonização, o regime de trabalho forçado imposto está diretamente relacionado ao sistema de violência colonial.
Em seu ápice, foi um dos maiores impérios da história. Incluindo a França metropolitana, a quantidade total de terras sob soberania francesa chegou a 11,5 milhões de km² em 1920, com uma população de 110 milhões de pessoas em 1939. Na Segunda Guerra Mundial, Charles de Gaulle e os franceses livres usaram as colônias ultramarinas como bases a partir das quais eles lutaram para libertar a França. O historiador Tony Chafer argumenta: "Em um esforço para restaurar seu status de potência mundial após a humilhação da derrota e ocupação, a França estava ansiosa em manter seu império no exterior no final da Segunda Guerra Mundial". No entanto, após 1945 movimentos anticoloniais começaram a desafiar a autoridade europeia. A constituição francesa de 27 de outubro de 1946 (Quarta República) estabeleceu a União Francesa, que perdurou até 1958. Novos remanescentes do império colonial foram integrados à França como departamentos e territórios ultramarinos dentro da República Francesa. Estes agora somam um total de 119.394 km², o que equivale a apenas 1% da área pré-1939 do império colonial francês, com 2,7 milhões de pessoas vivendo neles em 2013. Na década de 1970, diz Robert Aldrich, os últimos "vestígios do império trouxeram pouco interesse aos franceses". Ele argumenta, "exceto pela descolonização traumática da Argélia, no entanto, o que é notável é o quão poucos efeitos duradouros sobre a França a renúncia ao império implicou".No entanto, a colonização francesa impactou dramaticamente suas colônias por meio de políticas e sistemas que entrincheiraram conflitos internos, falta de diversidade econômica, dependência de ajuda e perda de tesouros culturais. As ligações entre a França e suas ex-colônias persistem por meio da Organização Internacional da Francofonia, o franco CFA e operações militares como a Operação Serval.

## Primeiro império

### Américas

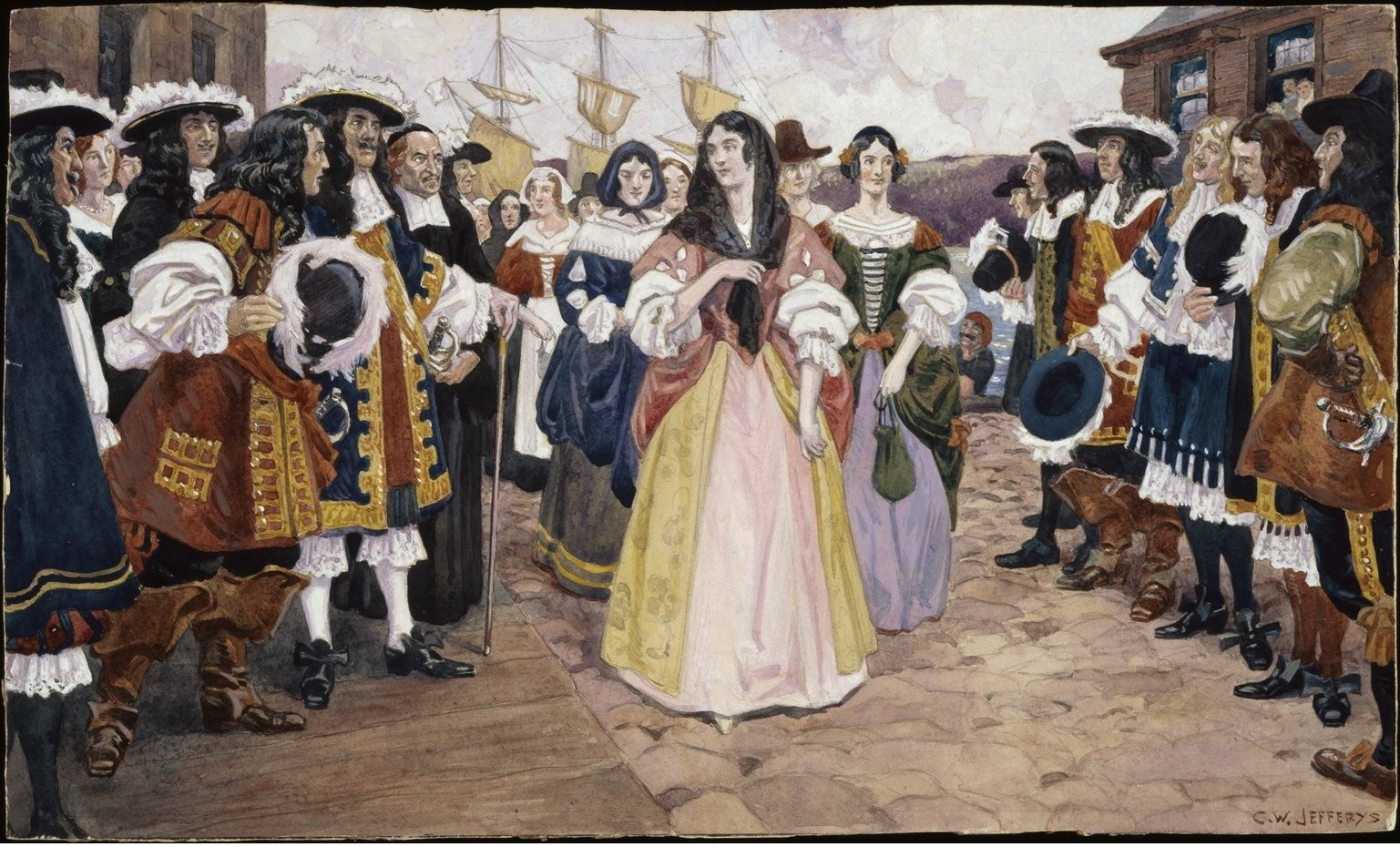
Um grupo de filhas do rei chegando em Quebec, Nova França, 1667.

Durante o século XVI, a colonização francesa das Américas começou. As excursões de Giovanni da Verrazzano e Jacques Cartier, bem como as frequentes viagens de barcos e pescadores franceses aos Grandes Bancos da Terra Nova ao longo daquele século, foram os precursores da história da expansão colonial da França.
No entanto, a defesa da Espanha de seu monopólio americano e as outras distrações causadas na própria França no final do século XVI pelas Guerras Religiosas Francesas, impediram quaisquer esforços constantes para colonizar efetivamente as colônias. As primeiras tentativas francesas de fundar colônias foram em 1555 no Rio de Janeiro (França Antártica), Brasil, na Flórida (incluindo Fort Caroline em 1562) e em 1612 em São Luís (França Equinocial), mas elas não tiveram sucesso devido à falta de interesse oficial do governo francês e à vigilância portuguesa e espanhola  (ver: Invasões francesas no Brasil).
A história do império colonial francês realmente começou em 27 de julho de 1605, com a fundação de Port Royal na colônia de Acádia, na América do Norte, no que hoje é a Nova Escócia, no Canadá. Alguns anos depois, em 1608, Samuel de Champlain fundou Quebec, que se tornaria a capital da enorme, mas pouco povoada colônia de comércio de peles da Nova França (também chamada de Canadá).

### África e Ásia

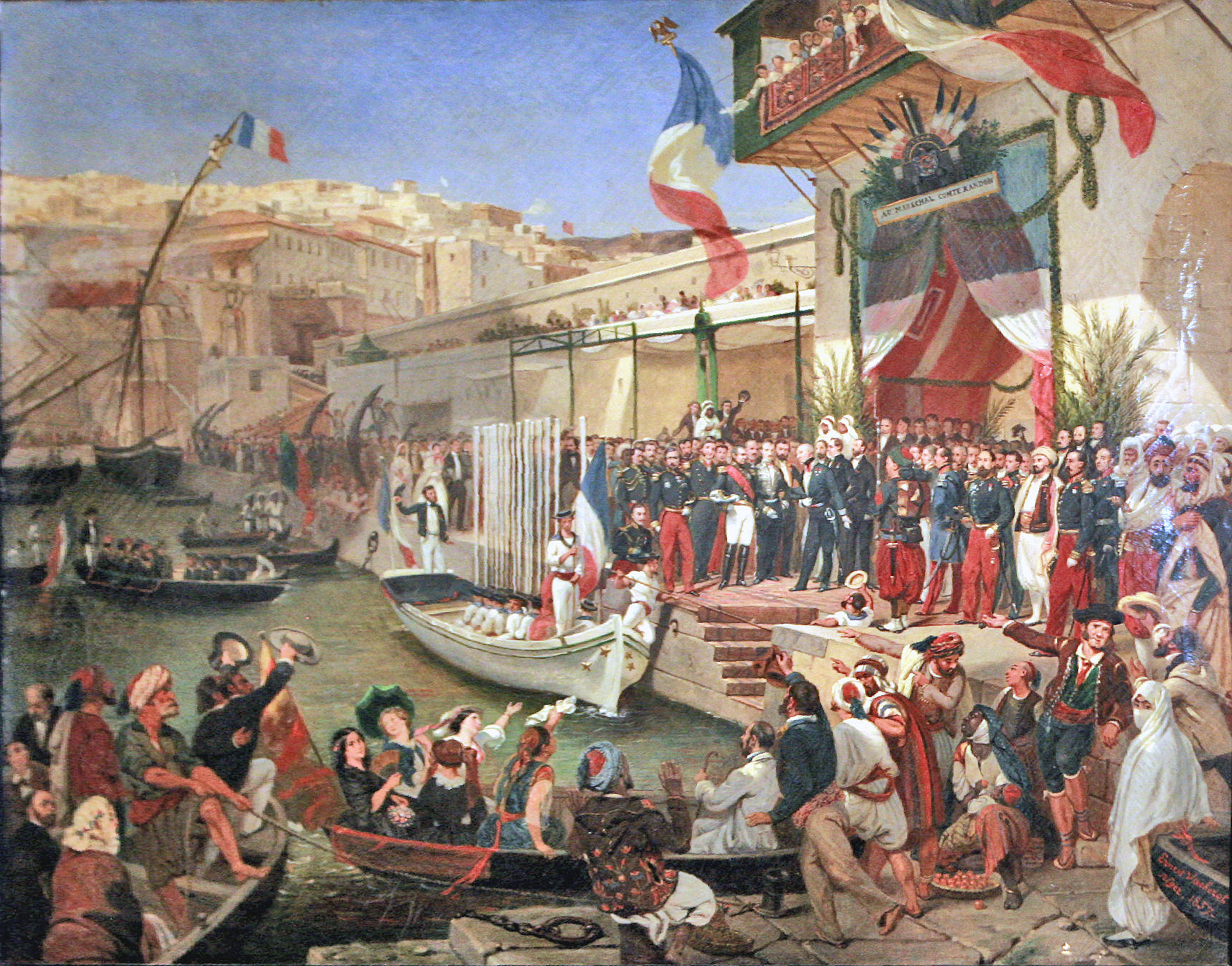
Chegada do Marechal Randon em Argel em 1857, por Ernest Francis Vacherot

A expansão colonial francesa não se limitou ao Novo Mundo. No Senegal, na África Ocidental, os franceses começaram a estabelecer postos comerciais ao longo da costa em 1624. Em 1664, a Companhia Francesa das Índias Orientais foi criada para competir pelo comércio no leste. Em 1830, com a decadência do Império Otomano, os franceses tomaram Argel, iniciando assim a colonização francesa do Norte da África.
Durante a Primeira Guerra Mundial, após a França ter sofrido pesadas baixas na Frente Ocidental, eles começaram a recrutar soldados de seu império africano. Em 1917, a França havia recrutado 270 mil soldados africanos. Seus regimentos mais condecorados vieram do Marrocos, mas devido à Guerra Zaian em andamento, eles só conseguiram recrutar 23 mil marroquinos. Soldados africanos tiveram sucesso na Batalha de Verdun e fracasso na Ofensiva Nivelle, mas, em geral, independentemente de sua utilidade, os generais franceses não pensavam muito bem em suas tropas africanas.
Depois da Primeira Guerra, os objetivos de militares da França na África não estavam sendo decididos por seu gabinete ou pela mente oficial do ministério colonial, mas sim pelos líderes do movimento colonial na África francesa. A primeira ocasião foi entre 1915 e 1916, quando François Georges-Picot (diplomata e parte de uma dinastia colonial) se reuniu com os britânicos para discutir a divisão de Camarões.

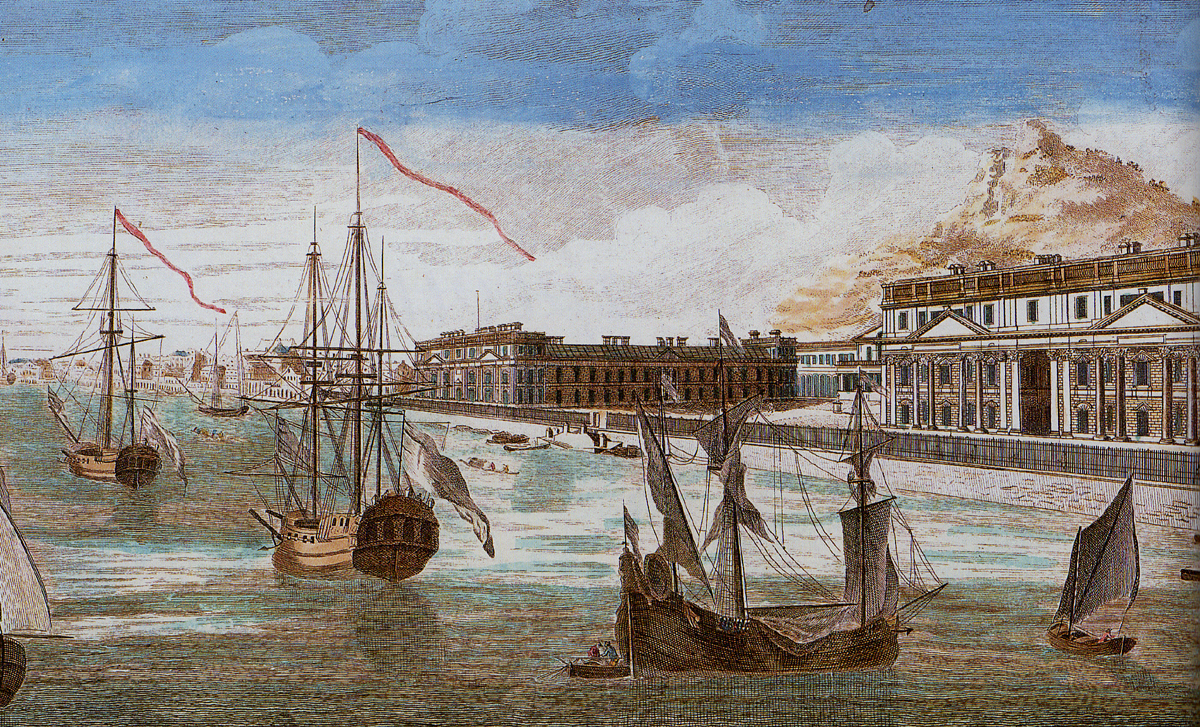
Pondichéry, Índia, no final do século XVIII.

Picot prosseguiu com negociações sem a supervisão do presidente nem do gabinete francês. O que se sucedeu foi que a Grã-Bretanha deu nove décimos de Camarões para os franceses. Picot enfatizou as exigências dos colonos franceses em relação ao gabinete francês. Essa política de líderes coloniais franceses determinando os objetivos de guerra africanos da França pode ser vista em grande parte da história do império da França.
Colônias também foram estabelecidas na Ásia, como em Chandernagore (1673) e Pondichéry (1674) e, mais tarde, em Yanam (1723), Mahe (1725) e Karikal (1739), todos parte da Índia Francesa. Colônias também foram fundadas no Oceano Índico, na Île de Bourbon (Réunion, 1664), na Île de France (Maurícia, 1718) e nas Seychelles (1756).

## Segundo império (1830-1870)

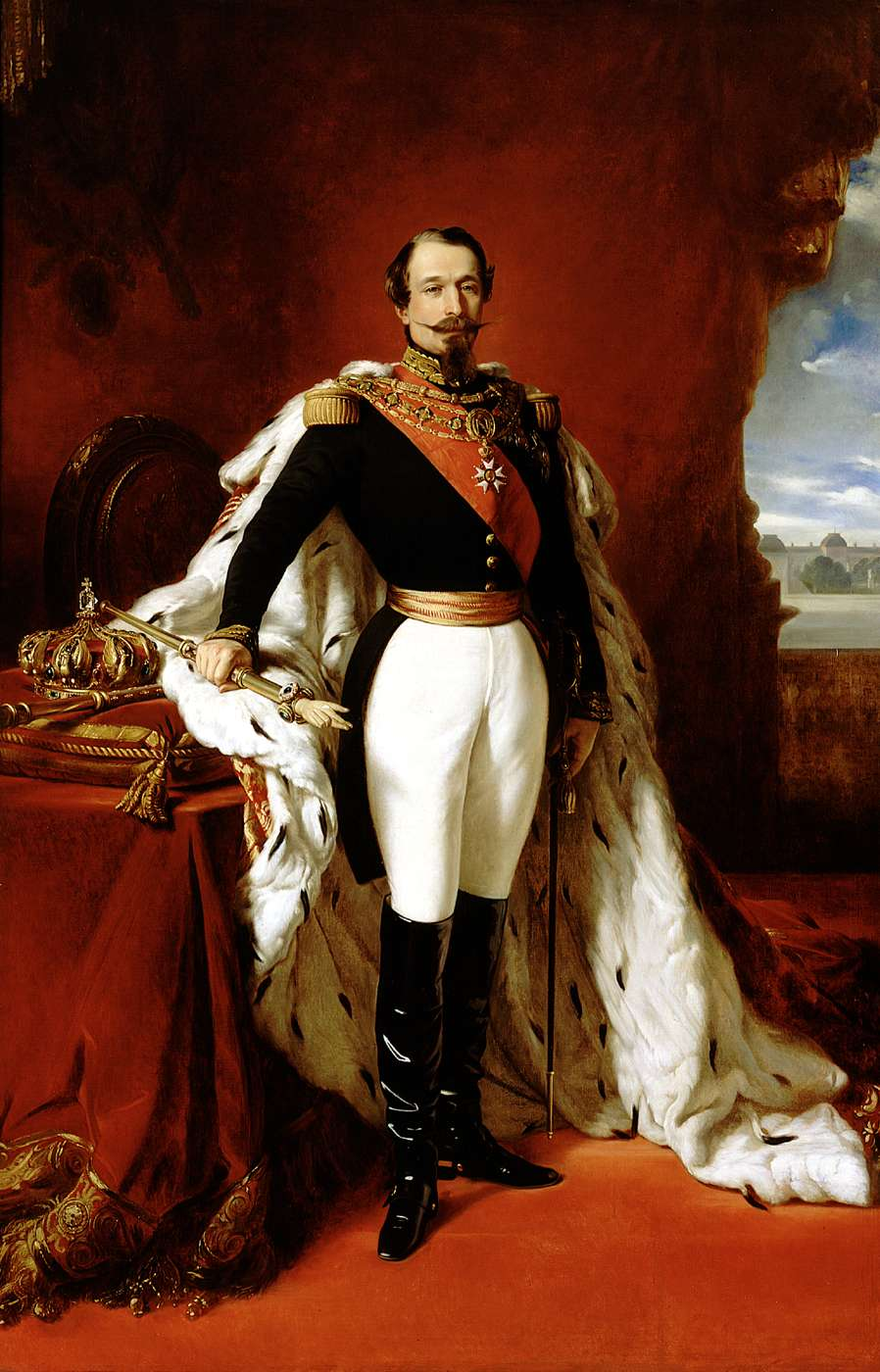
Napoleão III, por Franz Xaver Winterhalter.

No final das Guerras Napoleônicas, a maioria das colônias francesas foram restauradas pela Grã-Bretanha, notadamente Guadalupe e Martinica nas Índias Ocidentais, Guiana Francesa na costa da América do Sul, vários postos comerciais no Senegal, a Île Bourbon (Reunião) no Oceano Índico e as minúsculas possessões indianas da França; no entanto, a Grã-Bretanha finalmente anexou Santa Lúcia, Tobago, Seychelles e a Maurícia. Em 1825, Carlos X enviou uma expedição ao Haiti, resultando na controvérsia sobre a indenização do Haiti. O início do segundo império colonial francês foi estabelecido em 1830 com a invasão francesa da Argélia, que foi conquistada nos 17 anos seguintes. Estima-se que 825 mil pessoas foram vítimas argelinas da conquista francesa.
Napoleão III duplicou a área do império ultramarino francês; estabeleceu o domínio francês na Nova Caledônia e na Cochinchina estabeleceu um protetorado no Camboja (1863); e partes colonizadas da África. Ele se juntou à Grã-Bretanha enviando um exército para a China durante a Segunda Guerra do Ópio e a Revolta de Taiping (1860), mas os empreendimentos franceses para estabelecer influência no Japão (1867) e na Coreia (1866) tiveram menos sucesso. Sua tentativa de impor um monarca europeu, Maximiliano I do México sobre o povo mexicano terminou em um fracasso espetacular em 1867. Para restaurar a república mexicana, 31 962 mexicanos morreram violentamente, incluindo mais de 11 mil executados por esquadrões de fuzilamento, 8 304 ficaram seriamente feridos e 33 281 suportaram cativeiro em campos de prisioneiros de guerra. Os mexicanos que lutaram pela monarquia sacrificaram 5 671 pessoas mortas em combate, deixaram 2 159 gravemente feridas e 4 379 foram feitas como prisioneiras. Os franceses sofreram 1 729 mortes, incluindo 549 que morreram de ferimentos, 2 559 feridos e 4 925 mortos por doenças.
Para realizar seus novos projetos no exterior, Napoleão III criou um novo Ministério da Marinha e das Colônias, e nomeou um ministro energético, Prosper, marquês de Chasseloup-Laubat, para liderá-lo. Uma parte fundamental do empreendimento foi a modernização da Marinha Francesa; ele começou a construção de quinze novos e poderosos cruzadores de batalha movidos a vapor e impulsionados por hélices; e uma frota de transportes de tropas a vapor. A Marinha Francesa tornou-se a segunda mais poderosa do mundo, depois da britânica. Ele também criou uma nova força de tropas coloniais, incluindo unidades de elite de infantaria naval, Zuavos, Chasseurs d'Afrique e atiradores de elite argelinos, e expandiu a Legião Estrangeira. que havia sido fundada em 1831 e ganhou fama na Crimeia, na Itália e no México. No final do reinado de Napoleão III, os territórios franceses ultramarinos haviam triplicado em área; em 1870 cobriram um milhão de quilômetros quadrados e mais de cinco milhões de habitantes.

## Missões civilizatórias (1870-1939)

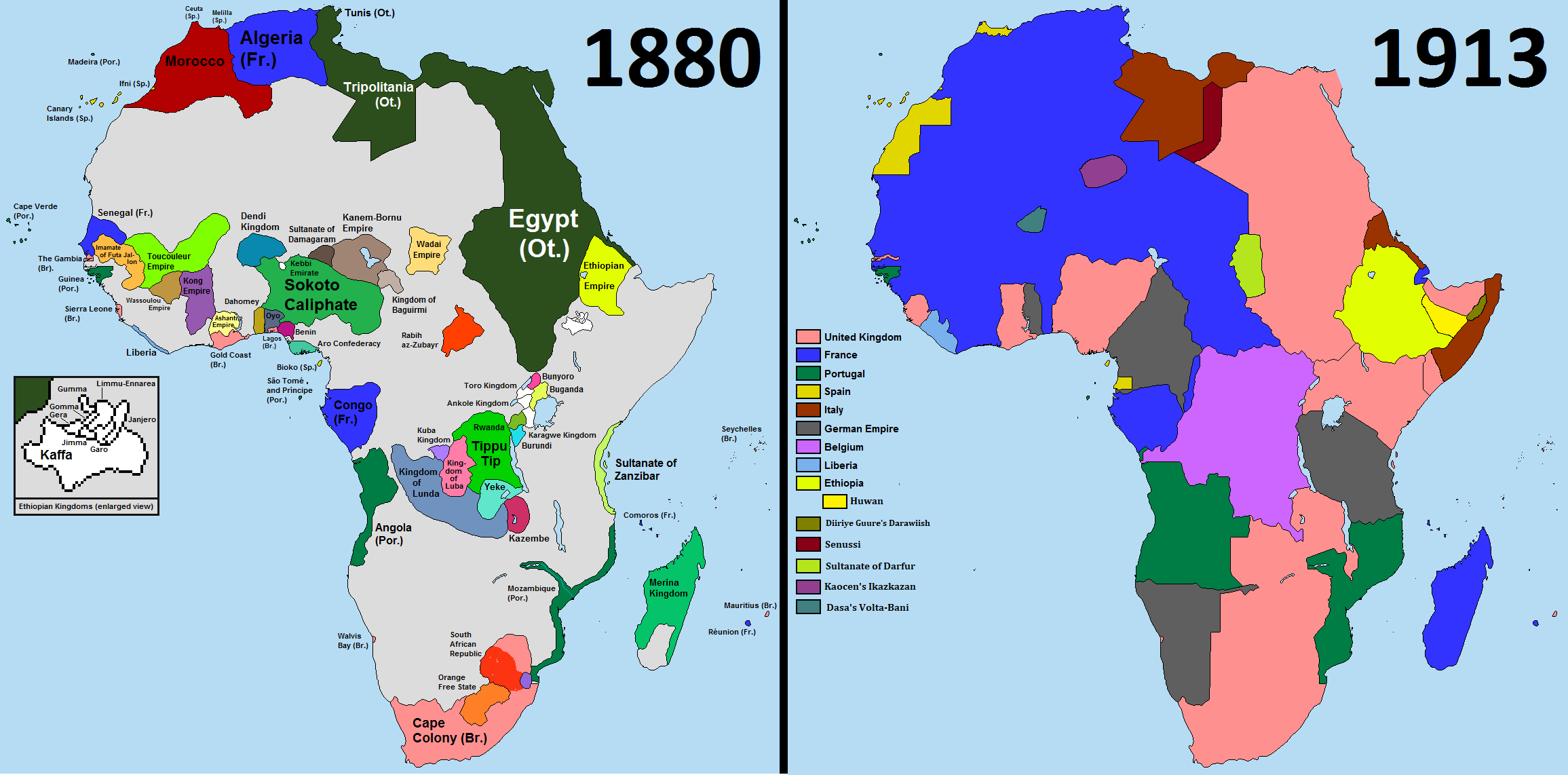
Comparação da colonização da África entre os anos de 1880 e 1913.

Uma marca registrada do projeto colonial francês no final do século XIX e início do século XX foi a missão civilizatória (mission civilisatrice), o princípio de que era dever da Europa levar a civilização a "povos ignorantes". Como tal, as autoridades coloniais empreenderam uma política de franco-europeização nas colônias francesas, mais notavelmente a África Ocidental Francesa e Madagascar. Durante o século XIX, a cidadania francesa, juntamente com o direito de eleger um deputado à Câmara dos Deputados da França, foi concedida às quatro antigas colônias de Guadalupe, Martinica, Guiana e Reunião, bem como aos moradores das "Quatro Comunas" no Senegal. Na maioria dos casos, os deputados eleitos eram brancos franceses, embora houvesse alguns negros, como o senegalês Blaise Diagne, eleito em 1914.
Em outros lugares, nas maiores e mais populosas colônias, uma separação estrita entre "sujets français" (todos os nativos) e "citoyens français" (todos homens de origem europeia), com direitos e deveres diferentes, foi mantida até 1946. Como foi apontado em um tratado de 1927 sobre a lei colonial francesa, a concessão da cidadania francesa aos nativos "não era um direito, mas sim um privilégio". Dois decretos de 1912 que tratam da África Ocidental Francesa e da África Equatorial Francesa enumeraram as condições que um nativo tinha que enfrentar para obter cidadania francesa (incluíam falar e escrever francês, ganhar uma vida decente e demonstrar bons padrões morais). De 1830 a 1946, apenas entre 3 mil e 6 mil argelinos nativos receberam a cidadania francesa. Na África Ocidental Francesa, fora das Quatro Comunas, havia apenas 2,5 mil "citoyens indigènes" para uma população total de 15 milhões.

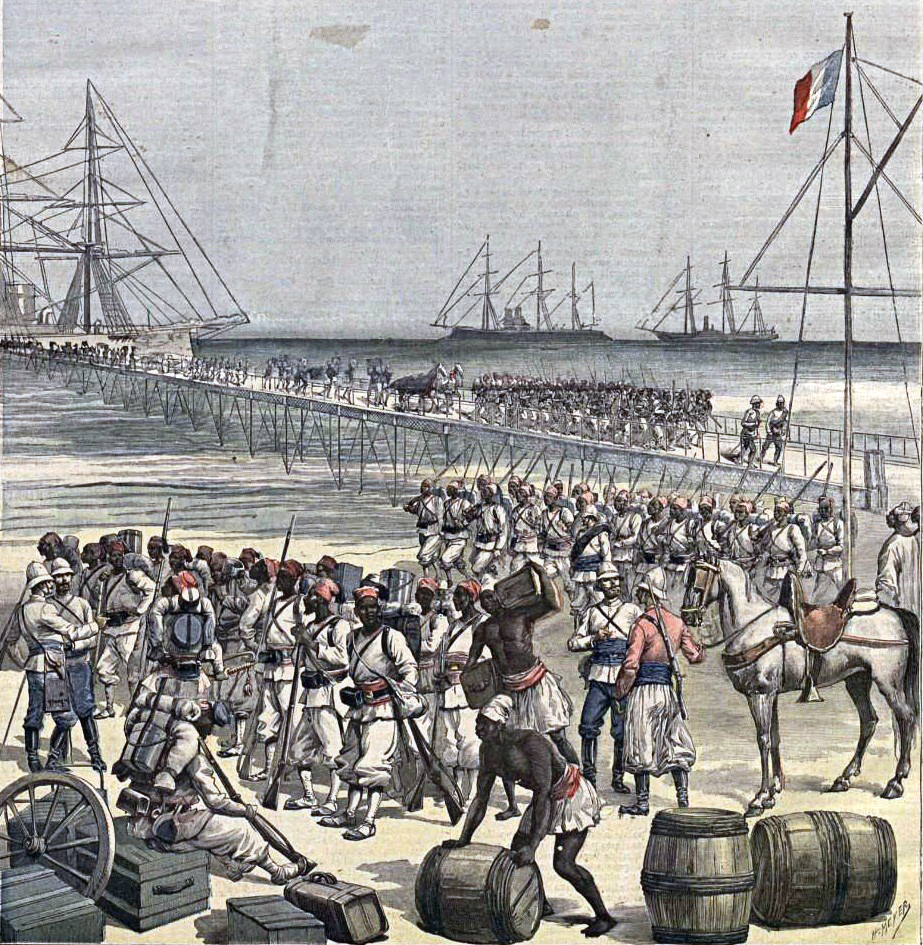
Tropas coloniais francesas, lideradas pelo coronel Alfred-Amédée Dodds, um mulato senegalês, conquistaram e anexaram o Reino do Daomé em 1894.

Os conservadores franceses denunciavam as políticas assimilacionistas como produtos de uma perigosa fantasia liberal. No protetorado de Marrocos, a administração francesa tentou usar o planejamento urbano e a educação colonial para impedir a mistura cultural e defender a sociedade tradicional da qual os franceses dependiam para colaboração, com resultados mistos. Após a Segunda Guerra Mundial, a abordagem segregacionista modelada no Marrocos foi desacreditada por suas conexões com o Vichyismo e o assimilacionismo desfrutou de um breve renascimento.
Em 1905, os franceses aboliram a escravidão na maior parte da África Ocidental Francesa. David P. Forsythe escreveu: "Do Senegal e Mauritânia no oeste, até o Níger no leste (o que se tornou a África francesa), houve uma série paralela de guerras ruinosas, resultando em um tremendo número de pessoas sendo violentamente escravizadas. No início do século XX, pode ter havido entre 3 e 3,5 milhões de escravos, representando mais de 30% da população total, dentro dessa região esparsamente povoada."
Críticos do colonialismo francês conquistaram audiência internacional na década de 1920 e usaram com frequência reportagens documentais e acesso a agências como a Liga das Nações e a Organização Internacional do Trabalho para fazer seus protestos serem ouvidos. A principal crítica era relacionada ao alto nível de violência e sofrimento imposto aos nativos. Os principais críticos incluíram Albert Londres, Félicien Challaye e Paul Monet, cujos livros e artigos foram amplamente lidos.
Enquanto os primeiros estágios da colonização envolviam a destruição de prédios históricos para usar o local como sede da administração francesa, arqueólogos e historiadores de arte logo se engajaram em esforços sistemáticos para identificar, mapear e preservar locais históricos, especialmente templos como Angkor Wat, as ruínas de Champa ruínas e os templos de Luang Prabang. Muitos museus franceses possuem coleções de artefatos levados das colônias. Desde a década de 1980, o governo francês abriu novos museus de artefatos coloniais, incluindo o Musée du Quai Branly e a Cité Nationale de l'Histoire de l'Immigration, em Paris; e a Maison des Civilizations et de l'Unité Réunionnaise em Réunion.

## Segunda Guerra Mundial (1939-1945)

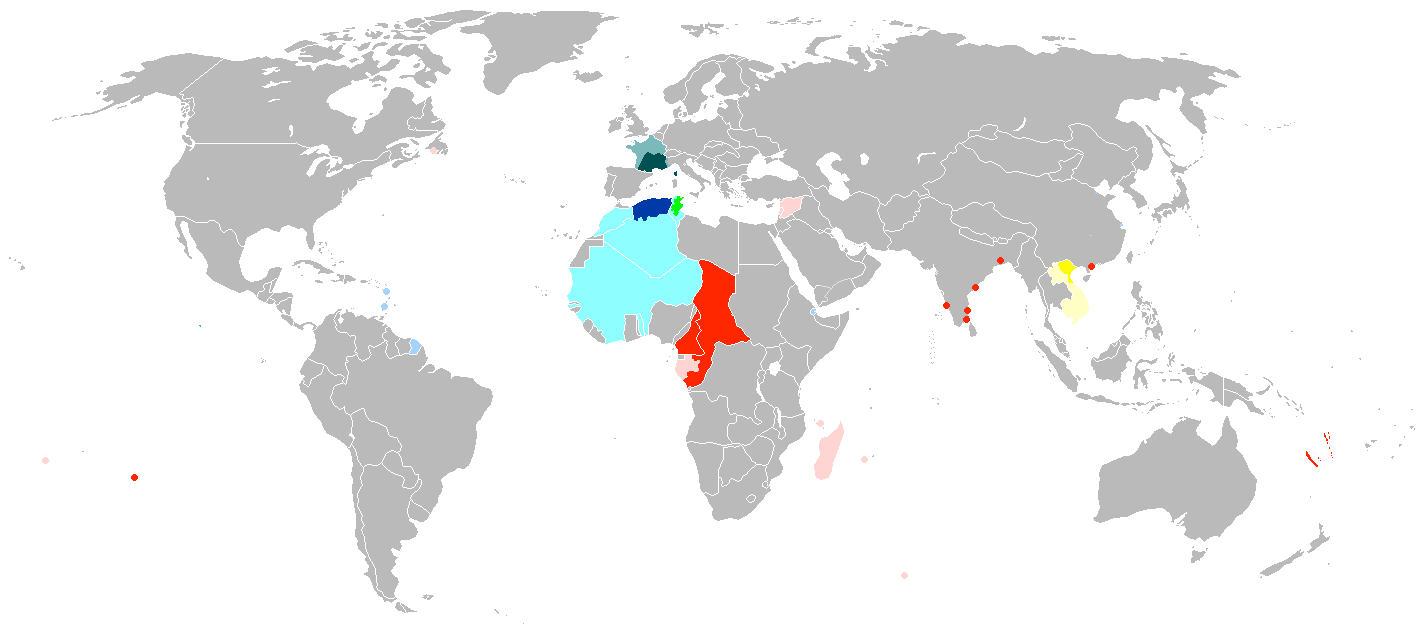
A perda gradual de todo o território de Vichy para a França Livre e os Aliados em 1943.

Durante a Segunda Guerra Mundial, a França Livre aliada, muitas vezes com apoio britânico, e a França de Vichy, alinhada com o Eixo, lutaram pelo controle das colônias, às vezes durante combates militares diretos. Em 1943, todas as colônias, exceto a Indochina sob controle japonês, haviam se juntado à causa da França Livre.
O império ultramarino ajudou a libertar a França quando 300 mil árabes do Norte da África lutaram nas fileiras da França Livre. No entanto Charles de Gaulle não tinha intenção de libertar as colônias. Ele reuniu a conferência dos governadores coloniais (excluindo os líderes nacionalistas) em Brazavile em janeiro de 1944 para anunciar planos para a União Francesa pós-guerra que substituiria o Império. O manifesto enfureceu os nacionalistas em todo o império e preparou o cenário para guerras de longo prazo na Indochina e na Argélia que a França perderia de maneira humilhante. O manifesto de Brazavile proclamava:
os objetivos dos trabalhos civilizatórios empreendidos pela França nas colônias excluem toda ideia de autonomia, toda possibilidade de desenvolvimento fora do bloco do império francês; o possível autogoverno constitucional nas colônias deve ser descartado.

## Descolonização
O império colonial francês começou a cair durante a Segunda Guerra Mundial, quando várias partes foram ocupadas por potências estrangeiras (Japão na Indochina, Grã-Bretanha na Síria, Líbano e Madagascar, Estados Unidos e Grã-Bretanha no Marrocos e na Argélia, além de Alemanha e Itália na Tunísia). No entanto, o controle foi gradualmente restabelecido por Charles de Gaulle. A União Francesa, incluída na Constituição de 1946, substituiu nominalmente o antigo império colonial, mas as autoridades em Paris permaneceram no controle total. As colônias receberam assembleias com poder local e orçamentos limitados. Surgiu então um grupo de elites, conhecidas como évolués, que eram nativos dos territórios ultramarinos, mas que viviam na França metropolitana.

### Conflitos
A França foi imediatamente confrontada com o início do movimento de descolonização. Na Argélia, manifestações em maio de 1945 foram reprimidas, o que deixou 6 mil argelinos mortos. A agitação em Haiphong, na Indochina, em novembro de 1945, também foi recebida com violência, quando um navio de guerra bombardeou a cidade. O gabinete de Paul Ramadier (SFIO) reprimiu a Revolta Malgaxe em Madagascar em 1947. Autoridades francesas estimaram que o número de malgaxes mortos foi de 11 mil, mas há uma estimativa do Exército Francês de 89 mil.

#### Ásia

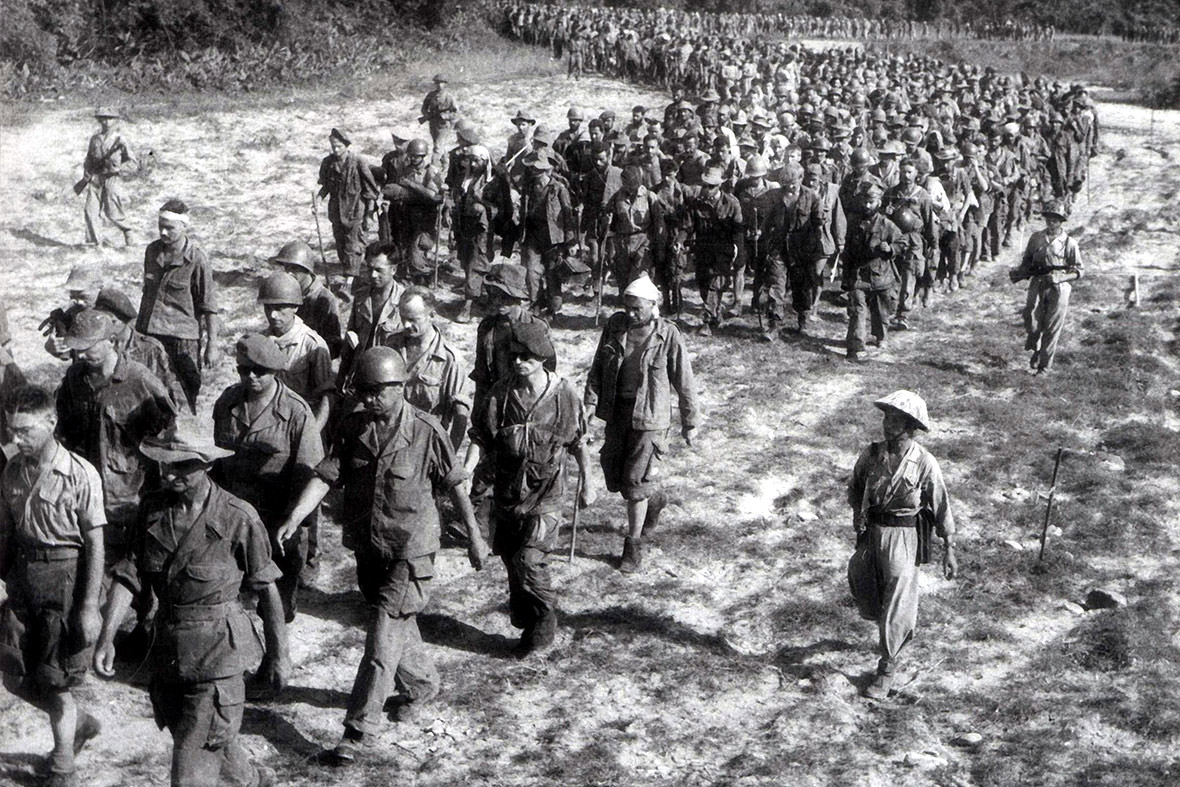
Soldados franceses capturados em Dien Bien Phu, são escoltados por tropas vietnamitas até um campo de prisioneiros de guerra.

Na Ásia, o Việt Minh de Ho Chi Minh declarou a independência do Vietnã, o que iniciou a Primeira Guerra da Indochina. A União Francesa lutou contra o movimento de independência, que foi apoiado pela União Soviética e pela China. A guerra arrastou-se até 1954 após a Batalha de Dien Bien Phu no norte do Vietnã e se tornou o último grande conflito  entre os franceses e os vietnamitas na Primeira Guerra da Indochina.
Após a vitória vietnamita em Dien Bien Phu e a assinatura dos Acordos de Genebra de 1954, a França concordou em retirar suas forças de todas as suas colônias na Indochina Francesa, ao mesmo tempo em que estipulava que o Vietnã seria temporariamente dividido no paralelo 17, com o controle do norte dado ao Viet Minh sob o nome República Democrática do Vietnã com comando de Ho Chi Minh. O sul tornou-se o Estado do Vietnã. A recusa de Ngô Đình Diệm (o presidente da primeira República do Vietnã apoiada pelos Estados Unidos) em permitir eleições em 1956, conforme estipulado pela Conferência de Genebra, acabou levando ao início da Guerra do Vietnã.

#### África
Nas colônias africanas da França, a insurreição da União dos Povos de Camarões, iniciada em 1955 e liderada por Ruben Um Nyobé, foi violentamente reprimida em um período de dois anos, com talvez cem pessoas mortas. O envolvimento francês na Argélia remonta a um século. Os movimentos de Ferhat Abbas e Messali Hadj marcaram o período entre as duas guerras, mas os dois lados se radicalizaram após a Segunda Guerra Mundial. Em 1945, o Massacre de Sétif foi realizado pelo exército francês. A Guerra da Argélia começou em 1954. Atrocidades caracterizaram ambos os lados e o número de mortos tornou-se altamente controverso devido ao uso desses dados para fins de propaganda política. A Argélia foi um conflito de três vias devido ao grande número de "pieds-noirs" (europeus que se instalaram na região durante os 125 anos do domínio francês). A crise política na França causou o colapso da Quarta República, quando Charles de Gaulle retornou ao poder em 1958 e finalmente retirou os soldados e colonos franceses da Argélia em 1962.
A União Francesa foi substituída na nova Constituição de 1958 de 1958 pela Comunidade Francesa. Somente a Guiné recusou-se por referendo a participar da nova organização colonial. No entanto, a Comunidade Francesa se dissolveu durante a Guerra Argelina; quase todas as outras colônias africanas conquistaram a independência em 1960, após referendos locais. Algumas poucas colônias preferiram permanecer sob domínio da França, sob o status de departamentos (territórios) ultramarinos. Os críticos do neocolonialismo alegaram que o Françafrique havia substituído o governo direto formal. Eles argumentaram que enquanto De Gaulle estava concedendo independência, por um lado, ele estava criando novos laços com a ajuda de Jacques Foccart, seu conselheiro para assuntos africanos. Foccart apoiou em particular a Guerra Civil Nigeriana durante o final da década de 1960.
Robert Aldrich argumenta que, com a independência da Argélia em 1962, parecia que o Império praticamente havia chegado ao fim, pois as colônias remanescentes eram bem pequenas e careciam de movimentos nacionalistas ativos. No entanto, houve problemas na Somalilândia Francesa (atual Djibouti), que se tornou independente em 1977. Houve também complicações e atrasos nas Novas Hébridas (atual Vanuatu), que foi a última a obter a independência em 1980. A Nova Caledônia continua sendo um caso especial sob a suserania francesa. A ilha de Mayotte, no Oceano Índico, votou em referendo em 1974 para manter sua ligação com a França e renunciar à independência.

## Demografia
As estatísticas do censo francês de 1931 mostram uma população imperial, fora da própria França, de 64,3 milhões de pessoas vivendo em uma área de 11,9 milhões de quilômetros quadrados. Do total da população, 39,1 milhões viviam na África e 24,5 milhões viviam na Ásia; 700 mil viviam na área ou ilhas do Caribe no Pacífico Sul. As maiores colônias foram a Indochina, com 21,5 milhões (em cinco colônias separadas), a Argélia, com 6,6 milhões, o Marrocos, com 5,4 milhões, e a África Ocidental, com 14,6 milhões, em nove colônias. O total inclui 1,9 milhões de europeus e 350 mil nativos "assimilados".
|                                   | 1921       | 1926        | 1931        | 1936        |
| --------------------------------- | ---------- | ----------- | ----------- | ----------- |
| França Metropolitana              | 39 140 000 | 40 710 000  | 41 550 000  | 41 500 000  |
| Colônias, protetorados e mandatos | 55 556 000 | 59 474 000  | 64 293 000  | 69 131 000  |
| Total                             | 94 696 000 | 100 184 000 | 105 843 000 | 110 631 000 |
| Porcentagem da população mundial  | 5,02%      | 5,01%       | 5,11%       | 5.15%       |
| Fontes: INSEE, SGF                |            |             |             |             |

### Colonos franceses

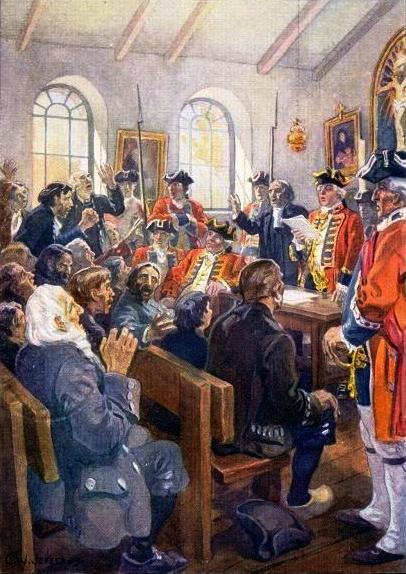
A ordem de deportação é lida para um grupo de acadianos em 1755.

Ao contrário de outros lugares da Europa, a França experimentou níveis relativamente baixos de emigração para as Américas, com exceção dos huguenotes em colônias britânicas ou holandesas. A França geralmente estava próxima do crescimento populacional natural mais lento da Europa e as pressões de emigração eram, portanto, bem pequenas. Uma emigração pequena, mas significativa, numerada apenas em dezenas de milhares de populações francesas católicas levou à colonização das províncias de Acadia, Canadá e Louisiana, ambas (na época) possessões francesas, assim como as Índias Ocidentais, Ilhas Mascarenhas e a África. Na Nova França, os huguenotes foram proibidos de se instalarem no território e Quebec foi uma das áreas católicas mais ferrenhas do mundo até a Revolução Tranquila nos anos 1960. A atual população franco-canadense, que chega a milhões, descende quase inteiramente da pequena população de colonos da Nova França. Em 31 de dezembro de 1687, uma comunidade de huguenotes franceses se estabeleceu na África do Sul. A maioria deles originalmente se estabeleceu na Colônia do Cabo, mas desde então foi rapidamente absorvida pela população africâner. Após Samuel de Champlain fundar a Cidade de Quebec em 1608, ela tornou-se a capital da Nova França. Encorajar o povoamento foi difícil e, embora tenha ocorrido alguma imigração, em 1763, a Nova França só tinha uma população de cerca de 65 mil habitantes.
Em 1787, havia 30 mil colonos brancos na colônia francesa de Saint-Domingue. Em 1804, Dessalines, o primeiro governante de um Haiti independente (St. Domingue), ordenou o massacre dos brancos remanescentes na ilha. Dos 40 mil habitantes de Guadalupe, no final do século XVII, havia mais de 26 mil negros e 9 mil brancos. Bill Marshall escreveu: "O primeiro esforço francês para colonizar a Guiana, em 1763, fracassou completamente quando as doenças tropicais e o clima mataram quase dois mil dos 12 mil colonos iniciais."
A lei francesa facilitava que colonos e franceses étnicos de ex-colônias do norte e do oeste da África, da Índia e da Indochina vivessem na França Metropolitana. Estima-se que 20 mil colonos estivessem vivendo em Saigon em 1945. Cerca de 1,6 milhão de pieds noirs europeus migraram da Argélia, Tunísia e Marrocos. Em apenas alguns meses, em 1962, 900 mil franco-argelinos deixaram a Argélia na maior transferência populacional na Europa desde a Segunda Guerra Mundial. Na década de 1970, mais de 30 mil colonos franceses deixaram o Camboja durante o regime do Khmer Vermelho, conforme o governo de Pol Pot confiscava suas fazendas e propriedades. Em novembro de 2004, vários milhares dos estimados 14 mil cidadãos franceses na Costa do Marfim deixaram o país depois de dias de violência contra brancos.

### Políticas e colônias
- Aldrich, Robert. Greater France: A History of French Overseas Expansion (1996)
- Aldrich, Robert. The French Presence in the South Pacific, 1842–1940 (1989).
- Anderson, Fred. Crucible of War: The Seven Years' War and the Fate of Empire in British North America, 1754–1766 (2001), covers New  France in Canada
- Baumgart, Winfried. Imperialism: The Idea and Reality of British and French Colonial Expansion, 1880–1914 (1982)
- Betts, Raymond. Tricouleur: The French Overseas Empire (1978), 174pp
- Betts, Raymond. Assimilation and Association in French Colonial Theory, 1890–1914 (2005) excerpt and text search
- Burrows, Mathew (1986). «'Mission civilisatrice': French Cultural Policy in the Middle East, 1860–1914». The Historical Journal. 29 (1): 109–135. doi:10.1017/S0018246X00018641.
- Chafer, Tony (2002). The End of Empire in French West Africa: France's Successful Decolonization?. [S.l.]: Berg. ISBN 9781859735572
- Clayton, Anthony. The Wars of French Decolonization (1995)
- Conklin, Alice L. A Mission to Civilize: The Republican Idea of Empire in France and West Africa, 1895–1930 (1997) online
- Evans, Martin. "From colonialism to post-colonialism: the French empire since Napoleon." in Martin S. Alexander, ed., French History since Napoleon (1999) pp: 391–415.
- Jennings, Eric T. Imperial Heights: Dalat and the Making and Undoing of French Indochina (2010).
- Lawrence, Adria. Imperial rule and the politics of nationalism: anti-colonial protest in the French empire (Cambridge UP, 2013).
- Newbury, C. W.; Kanya-Forstner, A. S. (1969). «French Policy and the Origins of the Scramble for West Africa». The Journal of African History. 10 (2): 253–276. JSTOR 179514.
- Klein, Martin A. Slavery and colonial rule in French West Africa (Cambridge University Press, 1998)
- MABEKO-TALI, Jean-Michel (2013). Considerações sobre o despotismo colonial, e a gestão centralizada da violência no Império colonial francês. Varia Historia. 29 (51): 745-770. ISSN 1982-4343
- Manning, Patrick. Francophone Sub-Saharan Africa 1880-1995 (Cambridge UP, 1998). online
- Neres, Philip. French-speaking West Africa: From Colonial Status to Independence (1962) online
- Priestley, Herbert Ingram. France overseas: a study of modern imperialism (1938) 464pp.
- Quinn, Frederick. The French Overseas Empire (2000) online
- Pakenham, Thomas (1991). The Scramble for Africa, 1876–1912. New York: Random House. ISBN 978-0-394-51576-2.
- Petringa, Maria (2006). Brazza, A Life for Africa. Bloomington, IN: AuthorHouse. ISBN 978-1-4259-1198-0.
- Priestley, Herbert Ingram. (1938) France overseas;: A study of modern imperialism 463pp; encyclopedic coverage as of late 1930s
- Roberts, Stephen H. History of French Colonial Policy (1870-1925) (2 vol 1929) vol 1 online also vol 2 online; Comprehensive scholarly history
- Segalla, Spencer (2009). The Moroccan Soul: French Education, Colonial Ethnology, and Muslim Resistance, 1912–1956. Lincoln: Nebraska UP. ISBN 978-0-8032-1778-2.
- Strother, Christian. "Waging War on Mosquitoes: Scientific Research and the Formation of Mosquito Brigades in French West Africa, 1899–1920." Journal of the history of medicine and allied sciences (2016): jrw005.
- Thomas, Martin. The French Empire Between the Wars: Imperialism, Politics and Society (2007) covers 1919–1939
- Thompson, Virginia, and Richard Adloff. French West Africa (Stanford UP, 1958).
- Wellington, Donald C. French East India companies: A historical account and record of trade (Hamilton Books, 2006)
- Wesseling, H.L. and Arnold J. Pomerans. Divide and rule: The partition of Africa, 1880–1914 (Praeger, 1996.) online
- Wesseling, H.L. The European Colonial Empires: 1815–1919 (Routledge, 2015).

### Descolonização
- Betts, Raymond F. Decolonization (2nd ed. 2004)
- Betts, Raymond F. France and Decolonisation, 1900–1960 (1991)
- Chafer, Tony. The end of empire in French West Africa: France's successful decolonization (Bloomsbury Publishing, 2002).
- Chamberlain, Muriel E. ed. Longman Companion to European Decolonisation in the Twentieth Century (Routledge, 2014)
- Clayton, Anthony. The wars of French decolonization (Routledge, 2014).
- Cooper, Frederick. "French Africa, 1947–48: Reform, Violence, and Uncertainty in a Colonial Situation." Critical Inquiry  (2014) 40#4 pp: 466–478. in JSTOR
- Ikeda, Ryo. The Imperialism of French Decolonisation: French Policy and the Anglo-American Response in Tunisia and Morocco (Palgrave Macmillan, 2015)
- Jansen, Jan C. & Jürgen Osterhammel. Decolonization: A Short History (princeton UP, 2017). online
- Jones, Max, et al. "Decolonising imperial heroes: Britain and France." Journal of Imperial and Commonwealth History 42#5 (2014): 787–825.
- Lawrence, Adria K. Imperial Rule and the Politics of Nationalism:  Anti-Colonial Protest in the French Empire (Cambridge UP, 2013) online reviews
- McDougall, James. "The Impossible Republic: The Reconquest of Algeria and the Decolonization of France, 1945–1962," The Journal of Modern History 89#4 (December 2017) pp 772–811 excerpt
- Rothermund,  Dietmar. Memories of Post-Imperial Nations: The Aftermath of Decolonization, 1945–2013 (2015) excerpt; Compares the impact on Great Britain, the Netherlands, Belgium, France, Portugal, Italy and Japan
- Rothermund, Dietmar. The Routledge companion to decolonization (Routledge, 2006), comprehensive global coverage; 365pp
- Shepard, Todd. The Invention of Decolonization: The Algerian War and the Remaking of France (2006)
- Simpson, Alfred William Brian. Human Rights and the End of Empire: Britain and the Genesis of the European Convention (Oxford University Press, 2004).
- Smith, Tony. "A comparative study of French and British decolonization." Comparative Studies in Society and History (1978) 20#1 pp: 70–102. online
- Smith, Tony. "The French Colonial Consensus and People's War, 1946–58." Journal of Contemporary History (1974): 217–247. in JSTOR
- Thomas, Martin, Bob Moore, and Lawrence J. Butler. Crises of Empire: Decolonization and Europe's imperial states (Bloomsbury Publishing, 2015)
- Von Albertini, Rudolf. Decolonization: the Administration and Future of the Colonies, 1919–1960 (Doubleday, 1971), scholarly analysis of French policies, pp 265–469..

### Imagens e impacto na França
- Andrew, Christopher M., and Alexander Sydney Kanya-Forstner. "France, Africa, and the First World War." Journal of African History 19.1 (1978): 11–23.
- Andrew, C. M.; Kanya-Forstner, A. S. (1976). «French Business and the French Colonialists». Historical Journal. 19 (4): 981–1000. doi:10.1017/S0018246X00010803. online[ligação inativa]
- August, Thomas G. The Selling of the Empire: British and French Imperialist Propaganda, 1890–1940 (1985)
- Chafer, Tony, and Amanda Sackur. Promoting the Colonial Idea: Propaganda and Visions of Empire in France (2002) online
- Confer, Vincent (1964). «French Colonial Ideas before 1789». French Historical Studies. 3 (3): 338–359. JSTOR 285947. doi:10.2307/285947.
- Conkin, Alice L. A Mission to Civilize: The Republican Idea of Empire in France and West Africa, 1895-1930 (1997) online
- Dobie, Madeleine. Trading Places: Colonization & Slavery in 18th-Century French Culture (2010)
- Freundschuh, Aaron. The Courtesan and the Gigolo: The Murders in the Rue Montaigne and the Dark Side of Empire in Nineteenth-Century Paris, Stanford University Press (2017). ISBN 1-50360-082-3
- Martin, Guy (1985). «The Historical, Economic, and Political Bases of France's African Policy». The Journal of Modern African Studies. 23 (2): 189–208. doi:10.1017/S0022278X00000148.
- Rosenblum, Mort. Mission to Civilize: The French Way (1986) online review
- Rothermund, Dietmar. Memories of Post-Imperial Nations: The Aftermath of Decolonization, 1945–2013 (2015) excerpt; Compares the impact on Great Britain, the Netherlands, Belgium, France, Portugal, Italy and Japan
- Singer, Barnett, and John Langdon. Cultured Force: Makers and Defenders of the French Colonial Empire (2008)
- Thomas, Martin, ed. The French Colonial Mind, Volume 1: Mental Maps of Empire and Colonial Encounters (France Overseas: Studies in Empire and D) (2012); The French Colonial Mind, Volume 2: Violence, Military Encounters, and Colonialism (2012)

### Historiografia
- Bennington, Alice. "Writing Empire? The Reception of Post-Colonial Studies in France." Historical Journal (2016) 59#4: 1157–1186. abstract
- Dubois, Laurent. "The French Atlantic," in Atlantic History: A Critical Appraisal, ed. by Jack P. Greene and Philip D. Morgan, (Oxford UP, 2009) pp 137–61
- Dwyer, Philip. "Remembering and Forgetting in Contemporary France: Napoleon, Slavery, and the French History Wars," French Politics, Culture & Society (2008) 26#3 pp 110–122.
- Emerson, Rupert (1969). «Colonialism». Journal of Contemporary History. 4 (1): 3–16. doi:10.1177/002200946900400101.
- Greer, Allan. "National, Transnational, and Hypernational Historiographies: New France Meets Early American History," Canadian Historical Review, (2010) 91#4 pp 695–724, in Project MUSE
- Hodson, Christopher, and Brett Rushforth, "Absolutely Atlantic: Colonialism and the Early Modern French State in Recent Historiography," History Compass, (January 2010) 8#1 pp 101–117
- Lawrence, Adria K. Imperial Rule and the Politics of Nationalism: Anti-Colonial Protest in the French Empire (Cambridge UP, 2013) online reviews